# Aleksandr Fiedin
Aleksandr Andriejewicz Fiedin (ros. Александр Андреевич Федин, ur. 28 listopada 1908 we wsi Salnoje w guberni kurskiej, zm. w maju 1985 w Moskwie) – radziecki polityk.
Po ukończeniu 1931 Woroneskiego Instytutu Rolniczego pracował jako agronom, 1943 został przyjęty do WKP(b). Od lipca 1946 do 27 lutego 1947 był ministrem rolnictwa RFSRR, od kwietnia do 15 sierpnia 1953 ministrem gospodarki rolnej i zapasów RFSRR, a 1957-1958 zastępcą ministra gospodarki rolnej RFSRR. Odznaczony Orderem Lenina i dwoma Orderami Czerwonego Sztandaru Pracy.